# 16a Divisió (Exèrcit Popular de la República)
La 16a Divisió va ser una de les Divisions de l'Exèrcit Popular de la República que es van organitzar durant la Guerra Civil espanyola sobre la base de les Brigades Mixtes. Va tenir una participació destacada en la batalla de l'Ebre.

## Historial
La divisió va ser creada el 13 de març de 1937, formada per les brigades mixtes 23a, 66a i 77a; el seu primer comandant va ser el comandant d'infanteria Ernesto Güemes Ramos. Inicialment assignada al IV Cos d'Exèrcit, a partir de maig de 1937 va passar a formar part del III Cos d'Exèrcit, al front de Madrid. Durant diversos mesos la 16a Divisió va romandre acantonada al front del Centre, limitant-se a tasques de guarnició i amb alguns combats esporàdics de trinxera a trinxera, però sense intervenir en operacions militars de rellevància fins al març de 1938.
Entre el 17 i el 23 de març de 1938, i després del començament d'una gran ofensiva enemiga al front d'Aragó, la 16a Divisió, formada en aquests moments per la 23a i 24a Brigades Mixtes, és enviada al nord del riu Ebre on manté combats importants a la zona de Fraga i on participa en la defensa de Lleida en suport de la 27a Divisió i la 46a Divisió, entre d'altres Brigades Mixtes disperses. El dia 31 de març s'afegeix a la 16a Divisió la 149a Brigada Mixta dirigida pel Major Manuel Mora Torres, la qual també sortint des de Madrid ha estat enviada al front d'Aragó de reforç, i que també acaba combatent a la zona de Fraga fins a defensar la ciutat de Lleida. En aquesta data el Major Manuel Mora Torres passa a dirigir la totalitat de la 16a Divisió (nomenat pel general Vicente Rojo) i aquesta acaba enquadrada dins l'Exèrcit de l'Est ara amb la 23a, 24a i 149a Brigades Mixtes.
Front del Segre
El dia 11 d'abril a la 16 Divisió li toca realitzar un atac al cap de pont de Seròs, concretament a la Granja d'Escarp, el pes del qual el duu a terme en un primer moment la 24a Brigada Mixta i posteriorment reforçada per les brigades mixtes 23a i 149a amb la protecció del seu foc. A partir d'aquestes data a la 16 Divisió li toca cobrir part de l'anomenat front del Segre, que se situa al marge esquerre del riu, i protegir la 16 Divisió aproximadament des de Balaguer fins a Torres de Segre per enllaçar amb la 44 Divisió que arriba fins a la Granja d'Escarp. La 149a Brigada Mixta cobreix més o menys entre el cap de pont de Seròs i la ciutat de Lleida, mentre que les brigades mixtes 23a i 24a són més amunt cobrint el cap de pont de Balaguer. Durant els mesos d'abril i maig aproximadament la 16a Divisió té el quarter general primer a Sarroca de Lleida i després a la Casa Margalef (una masia situada al punt quilomètric 80 de la Carretera N-240 que va de Tarragona a Sant Sebastià, a uns 20 km de Lleida) finca propietat del marquès d'Almenara Alta, al terme de Torregrossa. La 23a, 24a i 149a Brigades Mixtes s'acaben ubicant entre les zones i pobles de la Bordeta (Lleida), Puigverd de Lleida, Artesa de Lleida, Maials, Alfés, Castelldans i Juneda, entre d'altres.
Així mateix, per tal d'alleugerir la pressió que hi ha als caps de pont de Balaguer i Seròs, i per tal que les forces republicanes passin a l'ofensiva i intentin trencar el front del Segre, cal tindre present que entre el 22 i el 29 de maig de 1938 es desfermen diferents atacs a tota la línia d'aquest front per part de les divisions que hi ha allà acantonades. Així doncs, i dins de la 16 Divisió, a les brigades mixtes 24 i 149 els toca donar un cop de mà al seu sector del cap de pont de Seròs juntament amb les brigades mixtes de la 44a Divisió i de la Divisió Mixta o 56a Divisió entre el 22 i el 24 de maig de 1938. Així mateix, a la 23 Brigada Mixta li toca fer el mateix entre el 25 i el 27 de maig de 1938 davant de Vallfogona de Balaguer. Els combats són cruents i finalment, donada la superioritat artillera i aèria dels franquistes, els soldats republicans acaben retirant-se, deixant molts morts i ferits al darrere.
El dia 30 de maig es crea el GERO (Grup d'Exèrcits de la Regió Oriental) que agrupa l'Exèrcit de l'Est i el de l'Ebre. A la vegada, l'Exèrcit de l'Ebre passa a estar format pels Cossos d'Exèrcit V, XII, XV i per la 135a Brigada Mixta. Així doncs, la 16a Divisió adscrita al XII Cos d'Exèrcit, deixa de formar part de l'Exèrcit de l'Est i entra a l'Exèrcit de l'Ebre, a punt ja per ser enviada al front de l'Ebre i participar en la batalla.
Entre el 19 i el 24 de juliol de 1938, la 16 Divisió es va desplaçant i acaba acampada molt a prop de la línia d'atac inicial, tocant a l'Ebre. Concretament, acampen entre la Bisbal de Falset (Priorat) i la rodalia del poble en sentit sud-oest, cap al riu Montsant i en direcció cap a l'Ebre, on queda en un primer moment de reserva.
Batalla de l'Ebre
La tarda vespre del 25 de juliol, i segons l'ordre del cap del XV Cos d'Exèrcit, el tinent coronel Manuel Tagüeña Lacorte, perquè la 16 Divisió creui el riu, aquesta es comença a desplaçar cap a la Torre de l'Espanyol en direcció a l'Ebre per enllaçar amb el fet que la 35 Divisió Internacional comença ja a patir els primers combats importants que hi ha a la zona de Gandesa. Tot i aquests extrems, el general Vicente Rojo Lluch, malgrat tot, ordena anul·lar el pas pel riu de la 16 Divisió, perquè creu que és massa aviat i perquè, en cas que aquesta primera ofensiva per creuar l'Ebre resulti infructuosa, ja té preparada una altra ordre d'atac en un altre punt del front català, concretament per la zona de Seròs, al front del Segre i en direcció a Fraga, en la qual hauria participat la 16 Divisió juntament amb la 60 Divisió Republicana. El 26 de juliol al matí i al migdia, l'Exèrcit Franquista obre les comportes de les preses de la Noguera Pallaresa a Camarasa i a Talarn, la qual cosa provoca un increment del cabal de l'aigua mai vist fins aleshores. Arbres, ponts, camions i tancs són arrossegats per una immensa allau d'aigua, fang, pedres i brutícia, i les trinxeres i els llocs de combats de la 16 Divisió queden impracticables.
Finalment, la nit del dia 27 de juliol i durant la matinada del dia 28, i per una passarel·la a la zona sud d'Ascó, la 16a Divisió travessa el riu mentre entre 150 i 200 avions franquistes els bombardegen sense parar, a la vegada que tots els objectius i infanteria republicana sobre el riu. La 16a Divisió es dirigeix cap a la zona de Gandesa (passant abans per una Corbera d'Ebre completament bombardejada) en suport de les unitats republicanes que ja estaven allí desplegades. Ha de fer d'enllaç entre la 3 Divisió, que és a Vilalba dels Arcs, i la 35 Divisió Internacional, situada a Gandesa. Al costat de la 35a Divisió i efectius de la 46a Divisió —reforçats amb forces blindades— va participar en els assalts republicans contra Gandesa, que es van saldar amb un fracàs, doncs entre el 30 de juliol i els dies 2 i 3 d'agost la 16 Divisió encapçala durs combats per tal d'intentar conquerir-la i ja el 3 d'agost és assignada al XV Cos d'Exèrcit de Manuel Tagüeña. Entre el 4 i el 7 d'agost, no es produeixen accions d'interès, tan sols foc molt intens i de manera constant, tant a Gandesa com a Vilalba dels Arcs, però de posició a posició, i alguns cops de mà d'infanteria. Fins al 17 d'agost, la 16 Divisió, un cop li ha fet el relleu la 60 Divisió, es troba acantonada a la rereguarda entre Vilalba dels Arcs i Corbera d'Ebre. El 19 d'agost s'inicia la tercera contraofensiva franquista que posa en greu situació a la 60 Divisió, a la 3 Divisió i a la 135a Brigada Mixta i la 16 Divisió ha de tornar a primera línia a recolzar en els combats on arriben el 20 d'agost. Ocupa a primera línia part del barranc de las Comes, cota 527 al sud-oest del Vèrtex Gaeta, així com les cotes al sud 522, 488, 463, 440, 441 i 426. Així doncs, tant la 23a BM que defensa el Vèrtex Gaeta a la cota 527 i rodalia, com la 149a BM que defensa des de la cota 522 fins a la 488, com la 24a BM que ha de cobrir les cotes 440, 441 i 426 i atansant-se ja cap a Corbera d'Ebre, es veuen immerses durant dos dies en una sèrie de combats amb bombardejos d'aviació, artilleria, tancs i infanteria franquista i s'arriba al cos a cos.
El 22 d'agost un d'aquests atacs franquistes contra les posicions de la 16a. Divisió prop del vèrtex «Gaeta» en va provocar la seva desbandada, inclòs el comandant de la unitat, que va ser fulminantment destituït. Paradoxalment, un dia abans el major de milícies Mora havia signat una ordre que deia: «Qualsevol qui sigui qui abandonés el seu lloc, patirà i li serà aplicat el just càstig al fet que són creditors, en l'aplicació dels quals aquest Comandament serà inflexible».
Aquest dia 22 d'agost, les unitats franquistes arriben fins a l'enllaç entre la 23a BM i la 149a BM i la línia és superada àmpliament, fet que suposa que tota la 16a Divisió es retiri gairebé en desbandada davant l'allau que els cau a sobre. Es produeix una enorme quantitat de morts, ferits, i sobretot presoners i soldats desapareguts. Després d'aquests combats, la 16a Divisió queda gairebé desfeta i s'ha de retirar, ja durant el mes de setembre, a l'altra banda del riu Ebre.
Dies després el mateix tinent coronel Manuel Tagüeña, com a cap del XV Cos d'Exèrcit, faria unes declaracions en què es mostraria descontent amb l'actuació de la 84a Brigada Mixta de la 60a Divisió, amb la 135a BM, així com amb les Brigades Mixtes de la 16a Divisió, ja que creu que una part dels soldats, com ha passat altres vegades en altres unitats, s'han replegat i fugit desordenadament, fet que provoca que bona part dels soldats de la brigades hagin mort o bé els hagin fet presoners.
Front del Segre i ofensiva de Catalunya
El mes de novembre va participar en la fallida ofensiva de Seròs al costat d'efectius de la 34a Divisió. Al començament de la campanya de Catalunya la divisió va tenir un mal acompliment, cedint les seves posicions en el sector del Segre. Segons Jorge Martínez Reverte, en aquells moments la unitat es trobava molt desmoralitzada. Durant la resta de la batalla de Catalunya la 16a. Divisió va tenir un paper irrellevant.
La 16a Divisió publicava el diari "Nuestra División".

## Comandaments
Comandants
- comandant d'infanteria Ernesto Güemes Ramos;
- comandant d'infanteria Domingo Benages Sacristán;[14]
- comandant de carrabiners Manuel Fresno Urzáiz;[15]
- major de milícies Manuel Mora Torres;
- comandant d'infanteria Sebastián Zamora Medina;[16]

Comissaris
- Ernesto Antuña García, del PSOE;[17]

Caps d'Estat Major
- capità de carrabiners Manuel Pérez Cabello;

## Ordre de batalla
| Data                | Cos d'Exèrcit adscrit | Brigades Mixtes integrades          | Front de batalla |
| ------------------- | --------------------- | ----------------------------------- | ---------------- |
| Maig-juny de 1937   | III Cos d'Exèrcit     | 23a, 66a i 77a                      | Centre           |
| Desembre de 1937    | III Cos d'Exèrcit     | 23a, 66a, 77a i 1a Brig. cavalleria | Centre           |
| Juny-juliol de 1938 | XII Cos d'Exèrcit     | 23a, 24a i 149a                     | Reserva          |
| Agost de 1938       | XV Cos d'Exèrcit      | 23a, 24a i 149a                     | Ebre             |